# ウン・ラチャナ
ウン・ラチャナ（クメール語: អ៊ឹង រចនា、英語: Ung Rachana、1969年5月5日 - ）は、カンボジアの外交官、元駐日大使（2018年 - 2021年）、現外務次官（2021年 - ）。フン・セン首相と同郷のコンポンチャム州出身。母国語のクメール語に加えて、英語とロシア語に堪能。既婚で2児の父。

## 経歴
1991年から1996年にかけて、外務国際協力省情報文書部（英語: Department of Information and Documentation）で奉職。1996年から1998年にかけて、東南アジア諸国連合（ASEAN）担当。1998年から2000年にかけて、機能別協力デスク（英語: Functional Cooperation Desk）次長。2000年から2004年にかけて、在オーストラリア大使館一等書記官。2004年から2008年にかけて、機能別協力デスク部長。うち2006年から2008年にかけてはASEAN副局長を兼任。2008年から2013年にかけて、ASEAN事務局次長。2013年から2017年にかけて、アジア第2部長。2017年からアジア太平洋部長。
2018年10月8日、日本カンボジア協会主催のもとフン・セン首相を歓迎する昼食会が開催され、第10回日メコン首脳会議出席のため訪日中であったフン・セン首相を筆頭とするカンボジアの要人たちが集まったが、その中には次期駐日大使としてウン・ラチャナの姿があった。同年10月18日、彼は皇居で信任状を捧呈し、駐日大使として正式に着任した。同年11月6日、大使は着任表敬として阿部俊子外務副大臣を訪問し、互いに両国関係を深めるため協力したいとの意向を表明し合った。
2019年10月22日、皇居正殿松の間で今上天皇の即位礼正殿の儀が執り行われ、ノロドム・シハモニ国王及びノロドム・アルンラズメイ王女と共に参列した。
2020年8月6日、原爆投下から75年目を迎える広島で開催された平和記念式典に参列し、原爆死没者への哀悼と平和への祈りを捧げた。
2021年10月23日、外務国際協力省次官を拝命。11月16日、3年間の任務を終えて駐日大使を離任。